# 크리피
《크리피》(일본어: クリーピー)는 마에카와 유타카가 2012년 발표한 추리소설이다. 범죄심리학 교수인 주인공이 지역의 기이하고 오싹한 미스터리 사건에 맞닥뜨린다는 이야기이다. 대한민국에는 창해에서 이선희 번역으로 출간되었다. 작가는 이 작품으로 2011년 제15회 일본 미스터리문학대상 신인상을 수상했다.
2016년 속편 《크리피 스크리치》(クリーピー スクリーチ)가 출간되었다.

## 등장인물
- 다카쿠라(高倉)
- 야스코(康子)
- 니시노 아키오(西野 昭雄)
- 니시노 미오(西野 澪)
- 가게야마 린코(影山 燐子)
- 오와다(大和田)
- 다나카(田中)
- 노가미 세이지(野上 誠次)
- 가와이 소노코(河合 園子)
- 다니모토(谷本)
- 히로나카 료코(広中 凉子)
- 야지마 요시오(矢島 善雄)
- 야지마 유키(矢島 由岐)
- 가와이 유(河合 優)